# Río Manú
Der Río Manú ist der 440 km lange linke Quellfluss des Río Madre de Dios in Südost-Peru in der Verwaltungsregion Madre de Dios.

## Flusslauf
Der Río Manú entspringt an der Nordostflanke der peruanischen Ostkordillere auf einer Höhe von 1350 m. Er fließt anfangs 10 km nach Westen und durchbricht anschließend einen Höhenkamm in nördlicher Richtung. Bei Flusskilometer 400 erreicht er das Tiefland. Er nimmt die Flüsse Río Manú Chico und Río Cashapajali von links auf. Bei Flusskilometer 365 wendet er sich nach Nordosten, bei Flusskilometer 300 nach Osten sowie bei Flusskilometer 250 in Richtung Ostsüdost. Auf seinen unteren 250 Kilometern weist der Fluss ein teils stark mäandrierendes Verhalten mit zahlreichen Flussschlingen und Altarmen auf. Er nimmt auf diesem Flussabschnitt mehrere größere Flüsse von rechts auf. Diese sind: Río Sotileja, Río Fierro, Río Capillejo, Río Cumeriali, Río Panagua, Río Juarez und Río Pinquen. Schließlich trifft der Río Manú bei Boca Manú auf den von Süden heranfließenden Río Alto Madre de Dios und vereinigt sich mit diesem zum Río Madre de Dios.

## Einzugsgebiet und Hydrologie
Der Río Manú ist der wasserreichere Quellfluss des Río Madre de Dios und bildet somit dessen hydrologischen Hauptstrang. Er entwässert einen etwa 20 km breiten Randbereich der peruanischen Ostkordillere nach Norden und Osten hin. Das etwa 14.350 km² große Einzugsgebiet erreicht im Süden Höhen von bis zu 2600 m. Der mittlere Abfluss des Río Manú liegt bei 920 m³/s.

## Ökologie
Das Einzugsgebiet des Río Manú liegt im Nationalpark Manú.